# Нікітинка (Жиздринський район)
Нікітинка (рос. Никитинка) — присілок в Жиздринському районі Калузької області Російської Федерації.
Населення становить 11 осіб. Входить до складу муніципального утворення Присілок Акимовка.

## Історія
Від 2004 року входить до складу муніципального утворення Присілок Акимовка

## Населення
| 2002 | 2010 |
| ---- | ---- |
| 31   | ↘11  |